# Kamera IP

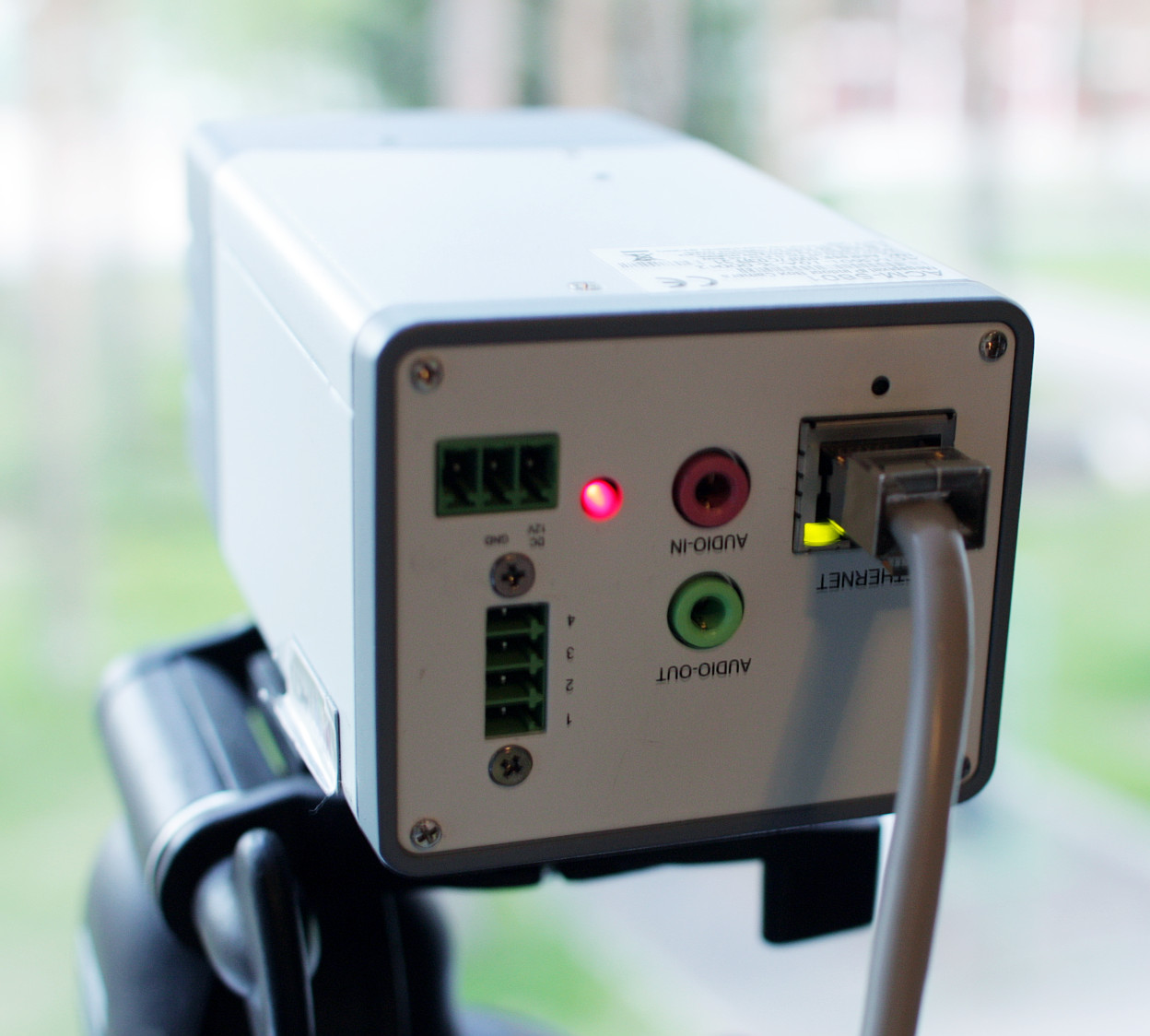
Kamera IP zasilana poprzez PoE

Kamera IP – połączenie kamery i komputera w całość. Urządzenie to rejestruje i przesyła obraz na żywo bezpośrednio przez sieć IP, umożliwiając uprawnionym użytkownikom obserwację na miejscu lub z oddalonego stanowiska. Podgląd, zapisywanie i zarządzenie materiałem wizyjnym z takiej kamery odbywa się za pośrednictwem infrastruktury sieci opartej na standardowym protokole IP.
Kamera taka posiada własny adres IP. Jest podłączona do sieci i zazwyczaj zawiera między innymi wbudowany serwer WWW, serwer FTP, klienta FTP, klienta poczty elektronicznej, system zarządzania alarmami, możliwość programowania i inne opcje. Kamery sieciowe nie muszą być podłączane do komputera, działają niezależnie dzięki czemu mogą być rozmieszczane w różnych miejscach, w których znajduje się podłączenie do sieci IP.
Kamera sieciowa ma niewiele wspólnego z kamerą internetową, która aby działała musi być podłączona do komputera poprzez port USB lub IEEE1394.